# Racotis rufaria
Racotis rufaria är en fjärilsart som beskrevs av W. Warren 1897. Racotis rufaria ingår i släktet Racotis och familjen mätare. Inga underarter finns listade.